# Elle Logan
Elle Logan, född den 27 december 1987 i Portland, Maine i USA, är en amerikansk roddare.
Hon har tagit tre olympiska guld i åtta med styrman, 2008, 2012 och 2016.